# Route nationale 19 (France)
Pour les articles homonymes, voir N19 et Route nationale 19.
La route nationale 19 (RN 19 ou N 19) est une route nationale française reliant jusqu'en 2006 Paris à la frontière entre la France et la Suisse. Le décret du 5 décembre 2005 (transfert des RN aux départements) a entraîné le déclassement d'une grande partie de son tracé.

## Historique
À son origine, en 1824, la route nationale 19 reliait Paris (porte de la Gare) à Bâle. De 1811 à 1824, elle est dénommée route impériale no  22 de Paris à Bâle,.
Avant 1837, elle commençait à Alfort sur la RN 5. En 1837, la route départementale no  64 du département de la Seine de Paris à Alfort est intégrée à la RN 19,.
Dans les années 1970, elle fut déviée après Belfort pour rejoindre Delle. En 2006, seules ont été conservées dans le domaine routier national la liaison entre Bonneuil-sur-Marne et la Francilienne à Brie-Comte-Robert et la liaison entre l'A 31 au nord de Langres et la frontière franco-suisse.
En 2016, l'axe Lure-Belfort passant par Ronchamp est déclassé en D 619 (D 19 à hauteur de Châlonvillars) au profit de la 2 × 2 voies passant par Héricourt.
La loi n° 2022-217 du 21 février 2022 prévoit le transfert des routes nationales aux collectivités volontaires. La nationale 19 sera transféré au 1er janvier 2024 au département de la Haute-Saône sur son territoire. La RN 19 reste dans le réseau routier national entre la frontière franco-suisse et Banvillars, entre Pressigny et Chanoy et entre Bonneuil-sur-Marne et la N104.

## Parcours

### De Paris à Provins
La route nationale sort de Paris par le quai d'Ivry, et part en direction de Provins en traversant la Brie.

#### De Paris à Bonneuil (D 19)
Depuis fin 2009, la nationale 19 est renumérotée D 19 dans le département du Val-de-Marne entre Ivry-sur-Seine et Bonneuil-sur-Marne (carrefour avec la N 406).
Les communes traversées sont :
- Ivry-sur-Seine (km 1)
- Alfortville (km 5)
- Maisons-Alfort (km 6)
- Créteil (km 9)

#### De Bonneuil à Brie-Comte-Robert
- Bonneuil-sur-Marne (km 10)
- Boissy-Saint-Léger et son château de Grosbois (km 12)
- Limeil-Brévannes (km 13)
- Villecresnes (km 17)
- Marolles-en-Brie (km 18)
- Santeny (km 19)
- Servon (km 21)
- Brie-Comte-Robert (km 24)

La RN 19 conserve son statut entre la N 406 à Bonneuil et la Francilienne à Brie-Comte-Robert.
Le 16 avril 2021, la route est déviée au niveau de Boissy-Saint-Léger depuis la route nationale 406 jusqu'au château de Grosbois à la suite de nombreux bouchons et multiples accidents. Elle devrait être ensuite aménagée dans la traversée de Villecresnes puis de nouveau déviée de Marolles-en-Brie jusqu'à la Francilienne.

#### De Brie-Comte-Robert à Guignes (déclassé)
La nationale passait initialement de Brie-Comte-Robert à Guignes via Coubert, par un tronçon déclassé en 2003 en RD 319 ; entre 2003 et 2007 elle passait par la Francilienne, et reprenait, sous le nom de nationale, à la sortie no 12 de l'A105, un tronçon de l'ancienne route nationale 447 (classée comme telle dans les années 1930 et déclassée dans les années 1970 en RD 402), rejoignant Guignes par Yèbles. Depuis 2007, ce « nouveau » tronçon est de nouveau rétrocédé à la Seine-et-Marne sous le numéro RD 619.

#### De Guignes à Provins (D 619)
Les communes traversées sont :
- Mormant (km 52)
- Grandpuits-Bailly-Carrois (km 59)
- Nangis (km 63)
- Rampillon (km 67)
- Provins classé au patrimoine mondial de l'UNESCO (km 96)

### De Provins à Langres (D 619)

#### De Provins à Troyes
À partir de Nogent-sur-Seine, elle suit la Seine.
Les communes traversées sont :
- Nogent-sur-Seine (km 102)
- Romilly-sur-Seine (km 120)
- Fontaine-les-Grès (km 139)
- Troyes (km 157)

#### De Troyes à Langres
La route traverse le Parc naturel régional de la forêt d'Orient et part rejoindre la vallée de la Marne.
Les communes traversées sont :
- Vendeuvre-sur-Barse (km 191)
- Magny-Fouchard (km 197)
- Dolancourt (km 203)
- Bar-sur-Aube (km 212) (route devenue D 619)
- Colombey-les-Deux-Églises lieu où le Général de Gaulle est enterré (km 228) (route devenue D 619)
- Chaumont (km 254) (route devenue D 619)
- Langres (km 289) (route devenue D 619)

Cette route est désormais transférée aux départements.

### De Langres à la Suisse
La route traverse le département de la Haute-Saône. Elle va être transformée en autoroute A 319 entre l'A31 à Flagey au sud de Langres, et Vesoul et en une route express à 2 × 2 voies entre Vesoul et Delle. Les travaux ont déjà[Quand ?] commencé par endroits.

#### De Langres à Lure
Les communes traversées sont :
- Fayl-Billot (km 313)
- Cintrey (km 326)
- Gourgeon (km 334)
- Combeaufontaine (km 338)
- Port-sur-Saône (km 350)
- Vesoul (km 362)
- Pomoy (km 378)
- Genevreuille (km 381)
- Amblans-et-Velotte (km 384)
- Lure (km 393)

#### De Lure à Belfort
La section a été déclassée en RD 619 en Haute-Saône en 2016 et en RD 19 dans le Territoire de Belfort en 2005. Les communes traversées sont :
- Roye (km 395)
- La Côte (km 398)
- Ronchamp et sa chapelle classée au patrimoine mondial de l'UNESCO (km 403)
- Champagney (le Bas des Côtes) (km 405)
- Frahier-et-Chatebier (km 414)
- Châlonvillars (km 418)
- Essert (km 420)
- Belfort (km 423)

#### De Belfort à la Suisse
Autrefois, la route nationale 19 reliait Belfort à Bâle via Altkirch suivant un tronçon déclassé en RD 419 depuis les années 1970.
Les communes traversées sont :
- Pérouse
- Bessoncourt
- Frais
- Foussemagne
- Chavannes-sur-l'Étang
- Valdieu
- Retzwiller
- Dannemarie
- Ballersdorf
- Altkirch
- Wittersdorf
- Tagsdorf
- Ranspach-le-Bas
- Hésingue
- Saint-Louis (Bourgfelden), frontière Suisse

Aujourd'hui, la route nationale 19 reprend le tracé de l'ancienne route nationale 19B, de Belfort à Delle. La route est en travaux pour connecter dans de bonnes conditions les autoroutes françaises et suisses.
La portion Morvillars-Delle (RN 1019) a été ouverte à la circulation le 7 décembre 2005. Elle permet de relier Delle à l'échangeur de Morvillars en moins de cinq minutes contre 15 à 20 minutes précédemment. Cette route a pour but de contourner les villages de Joncherey et Grandvillars afin d'y réduire le trafic automobile et surtout le transport routier.
Elle comprend un radar automatique à hauteur de la zone industrielle de Bourogne. La zone est limitée à 80 km/h.
Entre Delle et Lebetain, la connexion est aujourd'hui réalisée avec l'autoroute suisse A 16, au niveau de la plate-forme douanière.
Les communes traversées sont :
- Danjoutin (km 425)
- Andelnans (km 427)
- Grandvillars (km 440)
- Delle frontière Suisse (km 447)

Le décret du 5 décembre 2005 prévoit une modification de tracé de la RN 19 entre Lure et Sevenans (Échangeur de Sevenans avec l'A36). À la place du tracé actuel via Belfort doit se substituer la liaison directe via la RD 438 prolongée par la RN 1019.

## Voie express en Franche-Comté

### Histoire
Mises en service successives de la voie express en 2 × 2 voies entre Vesoul et la frontière franco-suisse :
- Vers 1998 : Roye / Frotey-lès-Lure ( 14)
- Décembre 2001 : Lyoffans / Lure (prolongement du tronçon précédent par les deux extrémités  13 à  15)
- Juin 2003 : tronçon du Territoire de Belfort à Héricourt (autour de la  07)
- Janvier 2005 : Belverne / Lyoffans ( 11 à  13)
- 7 décembre 2005 : Delle / Morvillars ( 01 à  03) avec seulement un tronçon en 4 voies entre les  01 et  02
- 17 décembre 2007 : plate-forme douanière de Boncourt / Delle
- 19 juin 2009 : Couthenans / Belverne ( 10 à  11)[8]
- 14 octobre 2010 : déviation de Lure ( 15 à  17)[9]
- 31 janvier 2011 : Héricourt / Couthenans ( 09 à  10)[10]
- 11 juillet 2017 : Lure / Amblans[11]
- Fin 2018 : nouvel échangeur de Sevenans (N 19/A 36)[12]
- 19 décembre 2019 : Botans / Moval (prolongement du tronçon précédent par les deux extrémités )[12].
- 25 octobre 2021 : déviation de Port-sur-Saône (8 km)[13].

### Situation actuelle
La nationale 19 prolonge l'autoroute suisse A 16, aussi appelée Transjurane, à partir du poste frontière de Boncourt/Delle
- 01 - Beaucourt - Delle - Fêche-l'Église
- Carrefour dénivelé en projet ( 02 - Grandvillars)
- 03 - Froidefontaine - Morvillars
- 04 - Bourogne - 1er régiment d'artillerie
- 05 - Moval - Gare de Belfort - Montbéliard TGV - Hôpital Nord Franche-Comté
- 06 - Sevenans - Dorans
- Échangeur entre N19 et A 36
- 07 - Bavilliers - Argiésans - Banvillars
- 08 - Héricourt - Brevilliers - Échenans-sous-Mont-Vaudois - ZA Est
- 09 - Besançon par RN - Montbéliard - Héricourt centre - Frahier-et-Chatebier
- 10 - Champey - Couthenans -  Aire de repos de Couthenans (dans les deux sens)
- 11 - Courmont - Belverne
- 12 - Lomont - Frédéric-Fontaine
- 13 - Lyoffans - Andornay
- 14 - Frotey-lès-Lure
- 15 - Roye - Lure est - Ronchamp - Champagney
- 16 - Le Thillot - Mélisey - Saint-Germain - Lure Mortard -  Aire de repos du Tertre (dans les deux sens)
- 17 - Luxeuil-les-Bains - Citers - Lure centre - Lantenot
- Section en projet entre Lure et Vesoul ( 18 - Mollans /  19 - Calmoutier /  20 - Dampvalley-lès-Colombe)
- 21 - Nancy - Épinal - Luxeuil-les-Bains - Frotey-lès-Vesoul - Centre commercial
- 22 - Vesoul nord
- 23 - Saint-Loup-sur-Semouse - Gendarmerie - Parc d'activités
- 24 - Besançon - Vesoul centre - Noidans-lès-Vesoul - Lac de Vaivre
- 25 - Pusey
- 26 - Charmoille
- 27 - Port-sur-Saône centre
- Autoroute A 319 en projet à la suite de la RN 19 jusqu'à l'A 31 au sud de Langres.

### En construction ou en projet
En projet

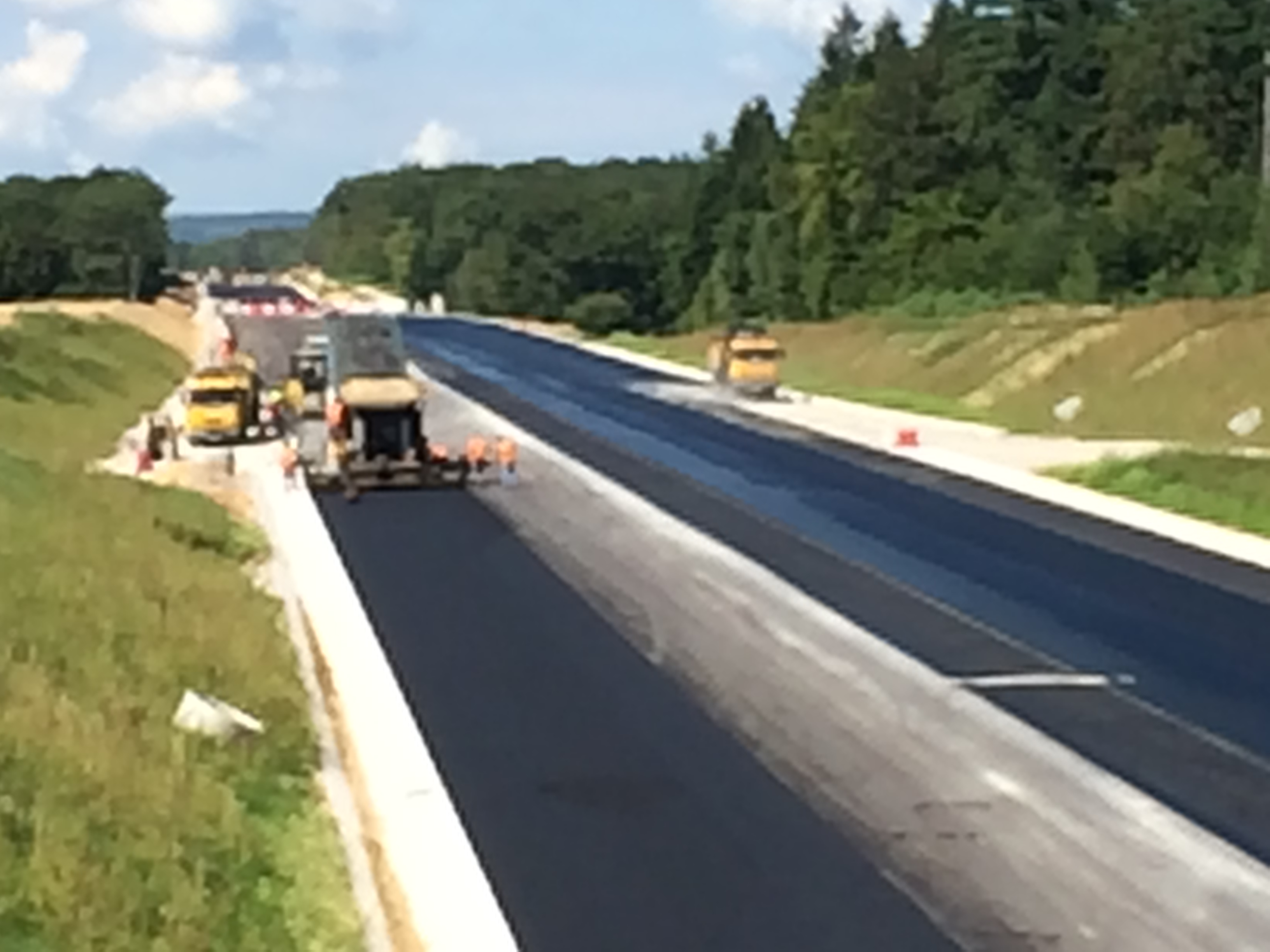
Travaux sur la portion Lure-Amblans.

- Doublement de la route actuelle entre Héricourt et Sevenans/Botans (en travaux depuis mars 2025 et achèvement programmés fin 2027/début 2028[14],[15],[16]).
- Doublement de la route actuelle entre Moval et Grandvillars[14],[15],[16].
- Création de la voie express en 2 × 2 voies entre Amblans et Calmoutier[17].
- Création de la voie express en 2 × 2 voies entre Calmoutier et Vesoul.
- Déviation de Langres en 2 × 2 voies (pas de travaux avant 2022[18]).
- Autoroute A 319 entre Port-sur-Saône et Langres, jusqu'à l'autoroute française A 31 (travaux prévus entre 2030 et 2050[19],[20]).